# 新井寛乃
新井 寛乃（あらい ひろの、1987年4月9日 - ）は、日本のタレント、アイドル、歌手である。
埼玉県出身。立教大学法学部卒業。ケイダッシュステージに所属していた。特技は、料理、ラップ、英語、ピアノ。
2010年現在は芸能界を事実上引退している。

## 来歴
2008年に行われた、中野腐女子シスターズの新メンバー加入オーディションに合格し、同メンバーとしてデビューした。また、中野腐女子シスターズの男装ユニット腐男塾のメンバーとして、2009年3月にCDデビューした。ヲタ属性は料理でユニット内でのイメージカラーは黄。元メンバーであるスザンヌのイメージカラーを受け継いだ。(後に応援団長スザンヌのイメージカラーは金になる。
2009年11月13日にニコニコ動画の生放送にて新井寛乃の中野腐女子シスターズ卒業が発表された。
翌11月14日には自身のブログで引退表明兼感謝文が掲載されたのを最後にブログは更新されず、2010年には閉鎖されている。
2017年11月28日に行われた原田まりるの第五回みんなで選ぶ京都本大賞の授賞式に参加していた。

## ユニット
- 中野風女シスターズ
- 腐男塾
  - 彩黄 寛兵衛（さいき かんべえ）

## 出演
インターネット放送
- はなわレコード“中野腐女子シスターズ”（GyaO）
- 中野腐女子シスターズの腐ジョッキー（GyaOジョッキー）